# Ким Чжон Сук
Ким Чжон Сук (кор. 김정숙?, 金正淑?; род. 15 ноября 1954 года, Сеул, Республика Корея) — южнокорейская классическая певица, супруга 12-го президента Республики Корея Мун Чжэ Ина, первая леди Республики Корея с 2017 по 2022 год.

## Биография
Родители Ким владели магазином ханбоков на рынке Кванчжан в Сеуле, но позже переехали на остров Канхвадо. Она окончила среднюю и старшую школу для девочек Сукмён. Ким также получила степень бакалавра вокальной музыки в Университете Кёнхи. Она была участницей Сеульского столичного хора с 1978 по 1982 год.
Ким познакомилась со своим будущим мужем Мун Чжэ Ином во время учебы в университете Кёнхи. Их отношения начали развиваться после того, как она позаботилась о Муне, который был оглушен слезоточивым газом во время акции протеста против Пак Чон Хи. Мун и Ким поженились в 1981 году, когда Мун учился в Судебном научно-исследовательском и учебном институте, после того, как Ким сделала предложение Муну, что было практически неслыханно в Южной Корее.
За свой «легкий на подъем» характер Ким получила прозвище «Весёлая леди», получившее широкую популярность во время президентской кампании Муна в 2017 году.
Ким стала первой леди Республики Корея после инаугурации своего мужа в качестве президента 10 мая 2017 года. В качестве первой леди она уделяла особое внимание представителям меньшинств, таким как инвалиды, семьи с одним родителем и пожилые люди, проводя соответствующие мероприятия, организованные Голубым домом. Она также выступала с торжественными речами на культурных мероприятиях и посещала соответствующие учреждения, сопровождая своего мужа с официальным или государственным визитом в зарубежные страны.

### Домашние питомцы
Во время пребывания в президентской резиденции Ким и Мун жили с собаками и кошками из своего родного города Янсана. Среди них: собака по кличке Мару (кор. 마루, пхунсан) и кошка по кличке Джин-джин (или Джин-Джини, кор. 찡찡 или 찡찡이). У них также была собака по кличке Тори (кор. 토리, метис), которая была взята из приюта для животных в отличие от «первых собак», которые традиционно были чистокровными собаками чиндо. Вскоре после межкорейского саммита в сентябре 2018 года они также получили в подарок из Пхеньяна собак породы пхунсан: самку по кличке Гоми́ (кор. 곰이) и самца Сонга́н (кор. 송강). Гоми позже родила шестерых щенков: Сани, Дьюли, Гани, Бёльи, Дальи и Хенним (кор. 산이, 들이, 강이, 별이, 달이 и 햇님), которых назвали корейскими словами: гора, трава, поля, реки, звёзды, луна и солнечный свет. 30 августа 2019 года шестеро щенков были отправлены в Сеул, Инчхон, Тэджон и Кванджу, оставив своих родителей в Голубом доме.[значимость факта?]

## «Гардеробный скандал»
Ким обвиняется в злоупотреблении государственными средствами, выделяемыми на покупку одежды и аксессуаров для личного пользования. Представители правоконсервативного крыла собирали фотографии Ким на местных и международных публичных мероприятиях, чтобы изучить количество, бренды и цены на её одежду и аксессуары. Их количество и высокая цена заставили некоторых потребовать от Голубого дома (Cheong Wa Dae; тогдашний офис президента) раскрыть источники оплаты. Корейская ассоциация налогоплательщиков (KTA) подала два судебных иска против Голубого дома, один раз в 2019 году и еще раз в феврале 2022 года. Административный суд Сеула постановил, что администрация президента должна раскрывать цены на одежду, которую Ким носила на официальных мероприятиях. Голубой дом, не согласившись с решением, настаивал на том, что информация о платежах, относящаяся к национальной безопасности, будет засекречена как минимум на 15 лет. В нём также говорилось, что Ким заплатила за свою одежду из собственных денег.

## Награды

### Отечественные
- Республика Корея:  Кавалер Большого ордена «Мугунхва» (3 мая 2022 года). Президент Мун Чжэ Ин лично наградил себя и свою супругу Ким высшим орденом, присуждаемым правительством Кореи[17]

### Иностранные
- Австрия:  Большой золотой орден «Почета с лентой Ордена Почета за заслуги перед Австрийской Республикой» (14 июня 2021 года)
- Норвегия:  Большой крест Норвежского королевского ордена Заслуг (12 июня 2019)[18]
- Испания:  Кавалер Большого креста ордена Гражданских заслуг (8 июня 2021)[19]
- Швеция:  Командор Большого креста Королевского ордена Полярной звезды (14 июня 2019)[20]